# متعب بن عبدالعزیز آل سعود
الامیر متعب بن عبدالعزیز وزیر امور شهرداری و روستاییسلطنت۲۰۰۳–۲۰۰۹وزیر امور عمومی و مسکنسلطنت۱۹۵۶–۱۹۸۳امیر مکهسلطنت۱۹۵۳–۱۹۵۵
زاده۱۹۳۱
ریاض، عربستاندرگذشته۲ دسامبر ۲۰۱۹ (۸۸ سال)
خاندانآل سعود
متعب بن عبدالعزیز آل سعود (متولد ۱۹۳۱ در ریاض – مرگ ۲ دسامبر ۲۰۱۹)، وزیر سابق امور شهرداری و روستایی  عربستان و هفدهمین  فرزند ملک عبدالعزیز بود. او برادر تنی مشعل و منصور بن عبدالعزیز آل سعود بود.

## مرگ
متعب بن عبدالعزیز سرانجام در روز دوشنبه ۲ دسامبر ۲۰۱۹ (۱۱ آذر ۱۳۹۸ شمسی) در سن ۸۸ سالگی درگذشت.